# Slut-shaming

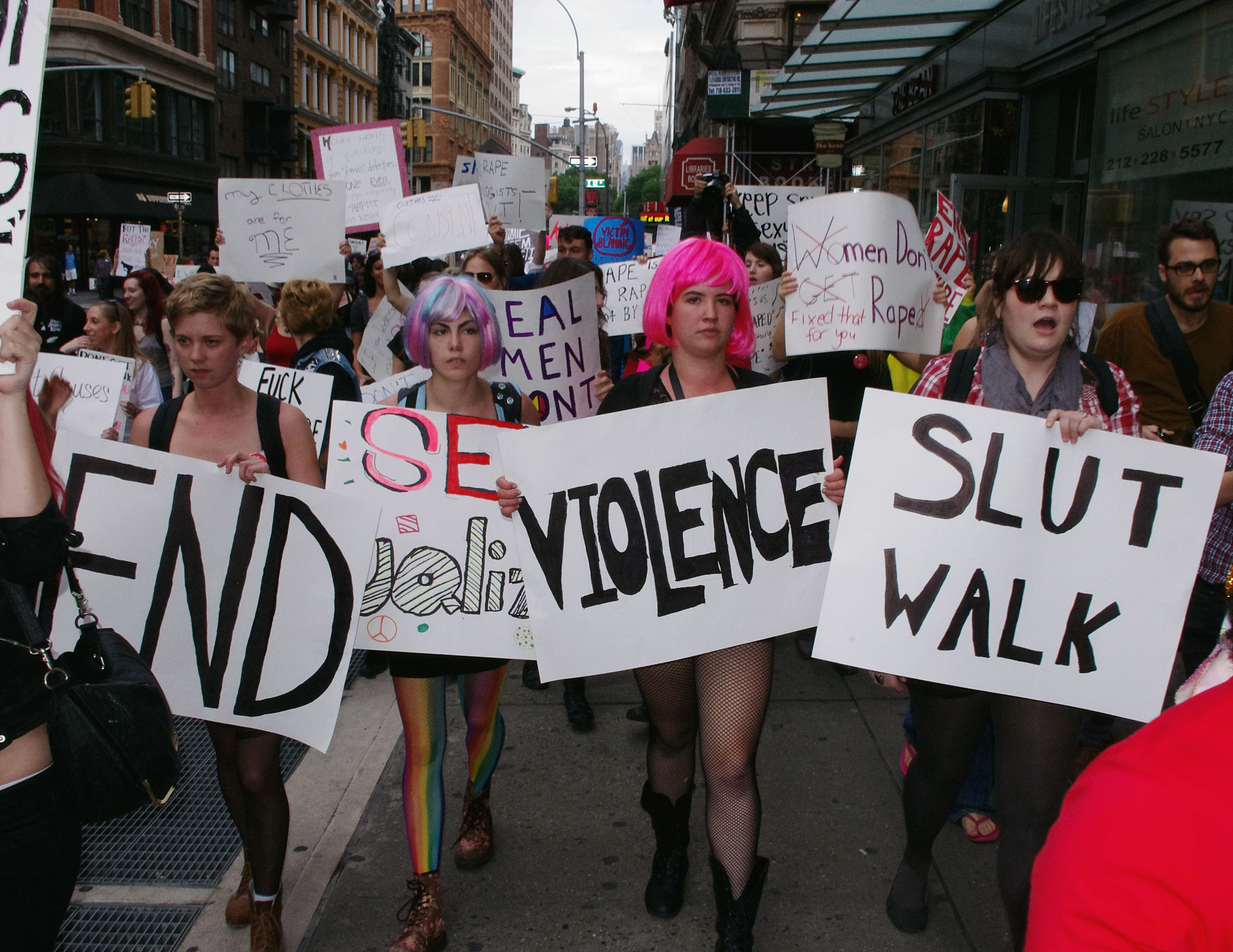
Biểu tình phản đối sỉ nhục phụ nữ ở Mỹ

Slut-shaming, đổ lỗi dâm đãng, sỉ nhục dâm đãng hay sỉ nhục đĩ là tập tục chỉ trích những người như phụ nữ và trẻ em gái được cho là vi phạm những kỳ vọng về hành vi và ngoại hình liên quan đến các vấn đề liên quan đến tình dục. Thuật ngữ này được sử dụng để cải tổ lại từ đĩ (slut) và trao quyền cho phụ nữ và trẻ em gái có hành động can thiệp (agency) về tình dục của chính họ. Nó cũng có thể được sử dụng trong tài liệu tham khảo để người đồng tính nam giới, những người có thể phải đối mặt với sự phản đối với hành vi tình dục được coi là lăng nhăng. Slut-shaming hiếm khi xảy ra với những người đàn ông dị tính. Ví dụ về sỉ nhục đĩ bao gồm bị chỉ trích hay trừng phạt vì vi phạm về trang phục chính sách bằng cách ăn mặc trong nhận thức cách khiêu khích tình dục, yêu cầu tiếp cận ngừa thai, có tình dục trước hôn nhân, tình dục ngẫu hứng, hay lăng nhăng tình dục, tham gia vào tệ nạn mại dâm, hoặc khi bị đổ lỗi nạn nhân vì bị hãm hiếp hoặc tấn công tình dục.